# Société libre des beaux-arts (Bruxelles)
Pour les articles homonymes, voir Société libre des beaux-arts.

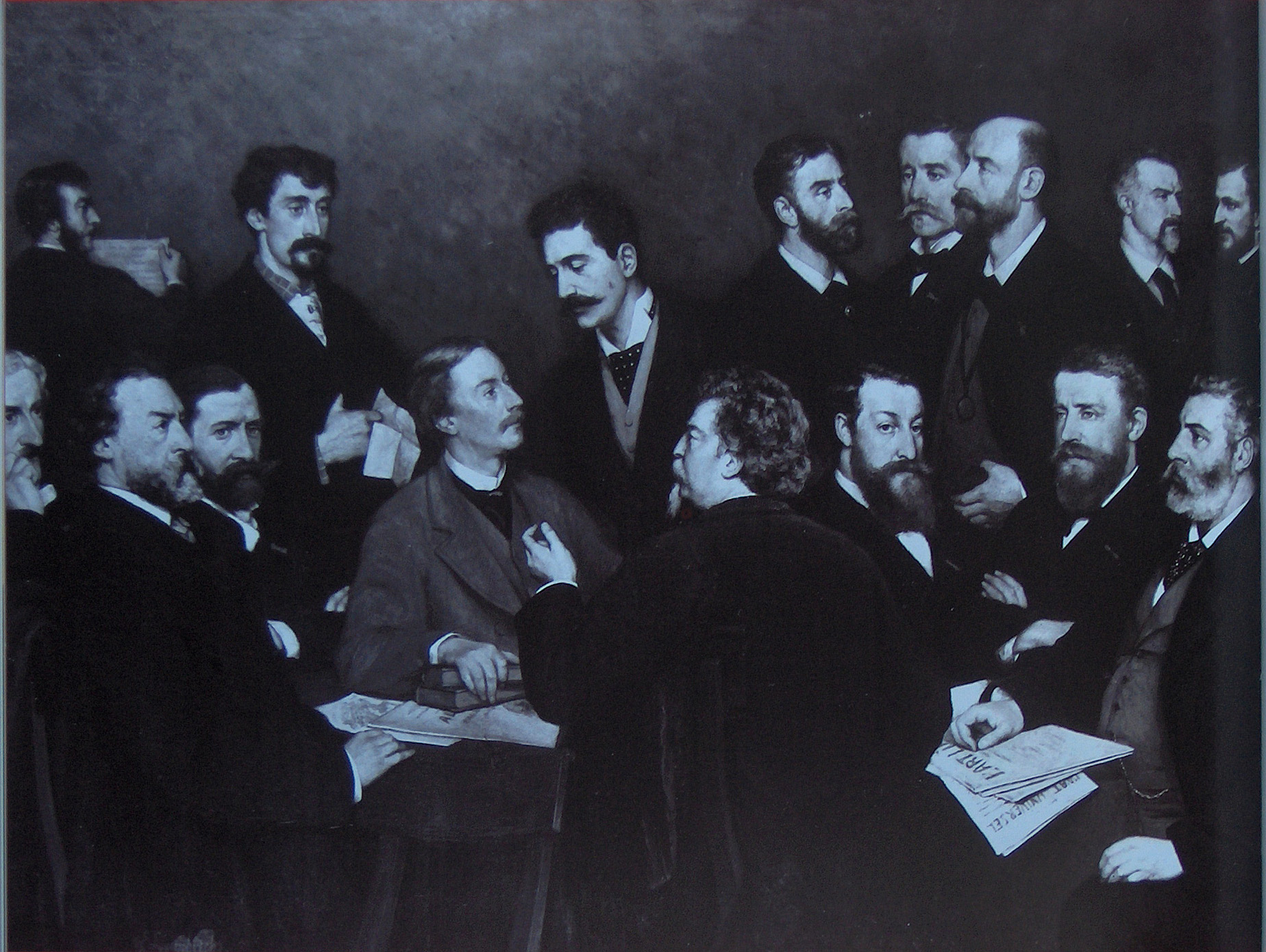
Edmond Lambrichs, Les membres de la Société libre des beaux-arts. De gauche à droite, assis : Huberti, Boudin, de Groux, Van Camp, Bouré, Verwée, C. Meunier, Dubois (tenant une copie de L'Art libre et de L'Art Universel). Debout : Lambrichs, Artan de Saint-Martin, Rops, Raeymaeckers, J.B. Meunier, Smits, Baron, de la Charlerie.

La Société libre des beaux-arts est une association bruxelloise formée en 1868 par des artistes belges pour réagir contre l'académisme et à l'avancée réaliste dans la peinture.

## Historique
La Société libre des beaux-arts, fondée le 1er mars 1868, organisait des expositions dont la première a eu lieu en 1868. La société a été active jusqu'en 1876. Certains membres rejoignirent La Chrysalide ou le Groupe des XX.
Une Société libre des beaux-arts fut fondée antérieurement à Paris en 1831, disparue en 1883.

## Liste des membres fondateurs
- Édouard Agneessens
- Louis Artan de Saint-Martin
- Alphonse Asselbergs
- Théodore Baron
- Félix Boudin
- Antoine-Félix Bouré
- Paul Clays
- Marie Collart-Henrotin
- Joseph Coosemans
- Charles de Groux
- Hippolyte de la Charlerie
- Louis Dubois
- Adrien-Joseph Heymans
- Édouard Huberti
- Edmond Lambrichs
- Paul Lauters
- Camille Lemonnier
- Constantin Meunier
- Jean-Baptiste Meunier
- Jules Raeymaekers
- Félicien Rops
- Eugène Smits
- Camille Van Camp
- Henri Van der Hecht
- Isidore Verheyden
- Alfred Verwée

## Galerie

Œuvres de membres de la Société libre des beaux-arts
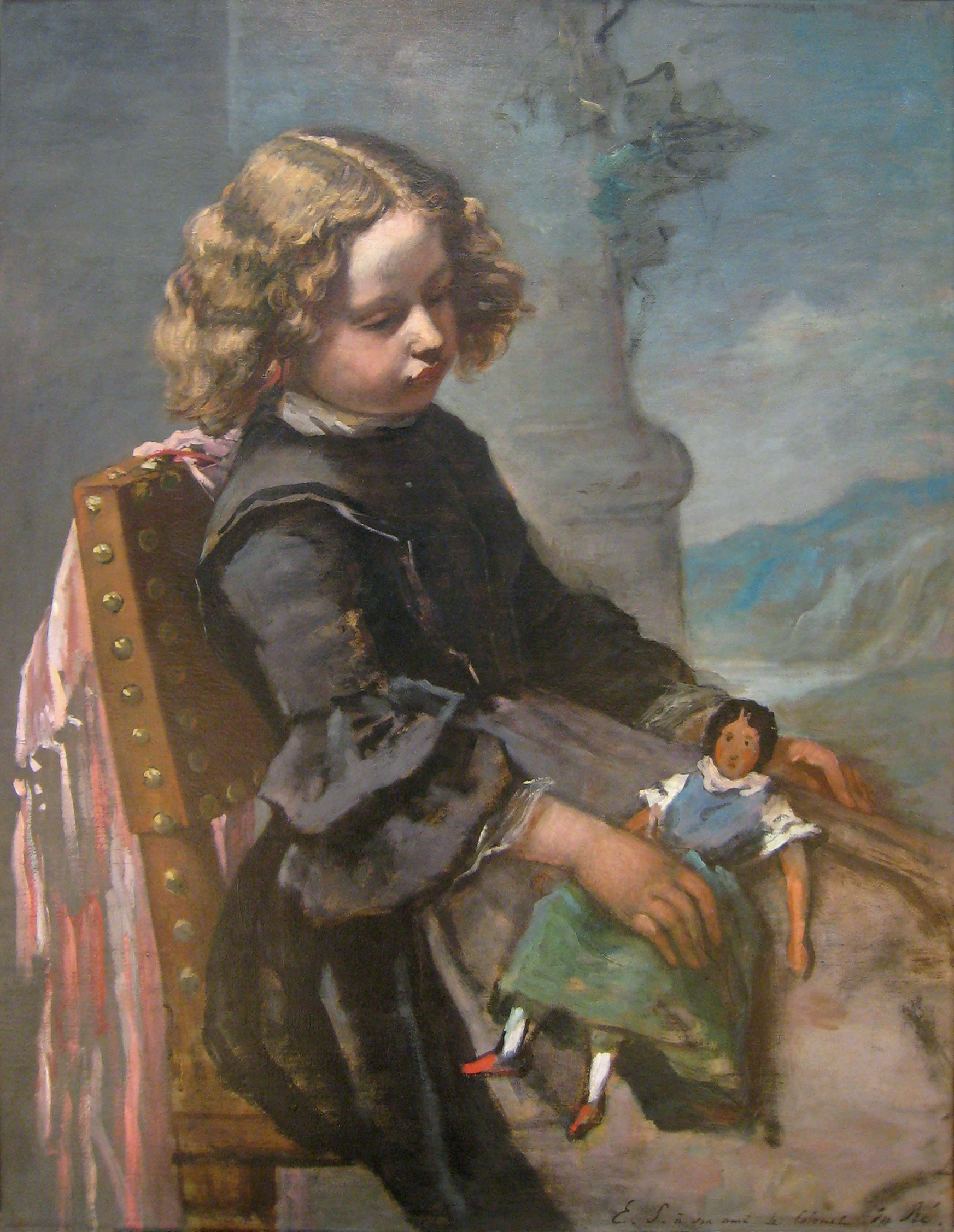
Eugène Smits, L'Enfant à la poupée, musée d'Ixelles.
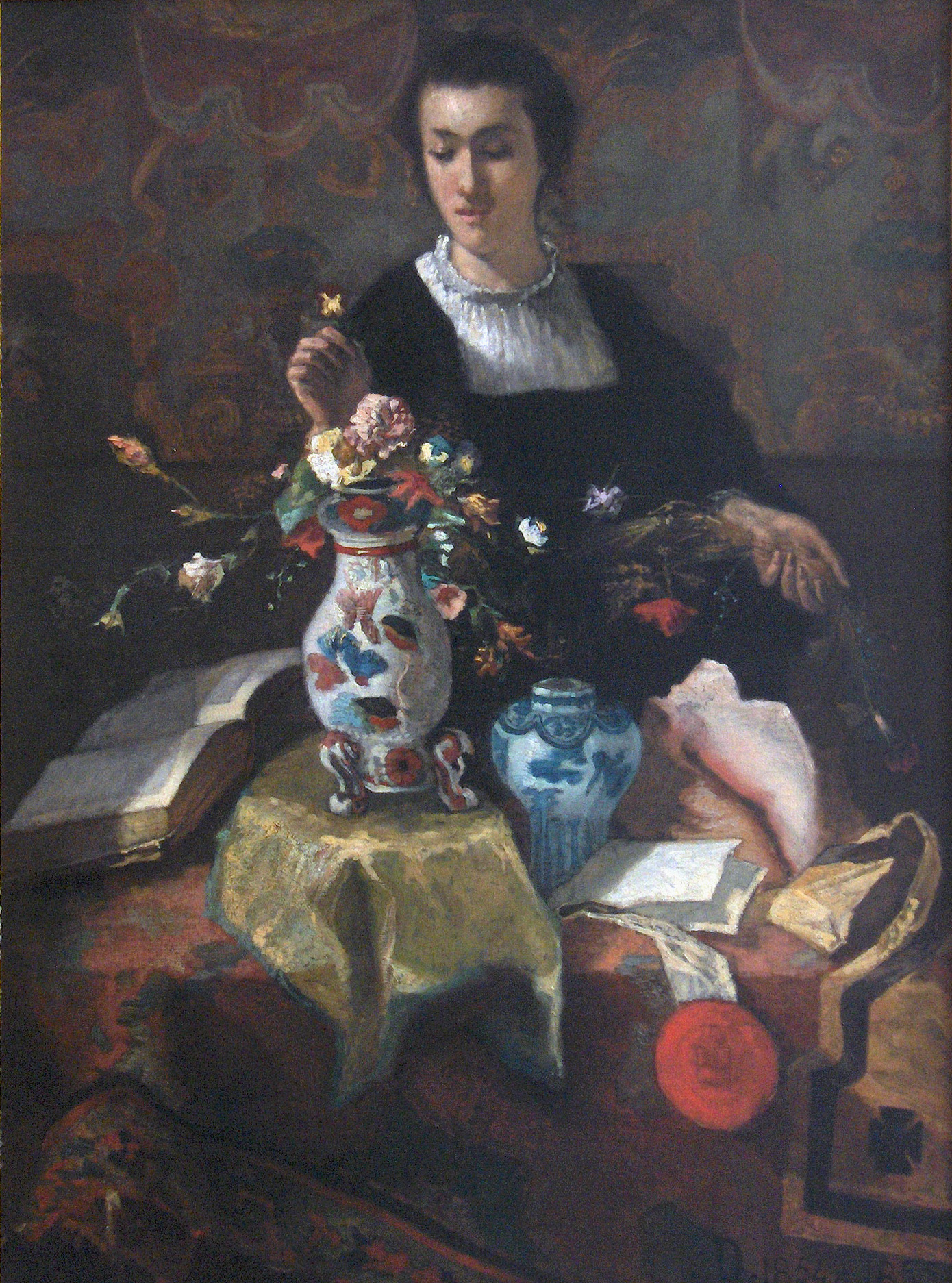
Louis Dubois, Femme au bouquet (1854-1855), Bruxelles, musées royaux des beaux-arts de Belgique.
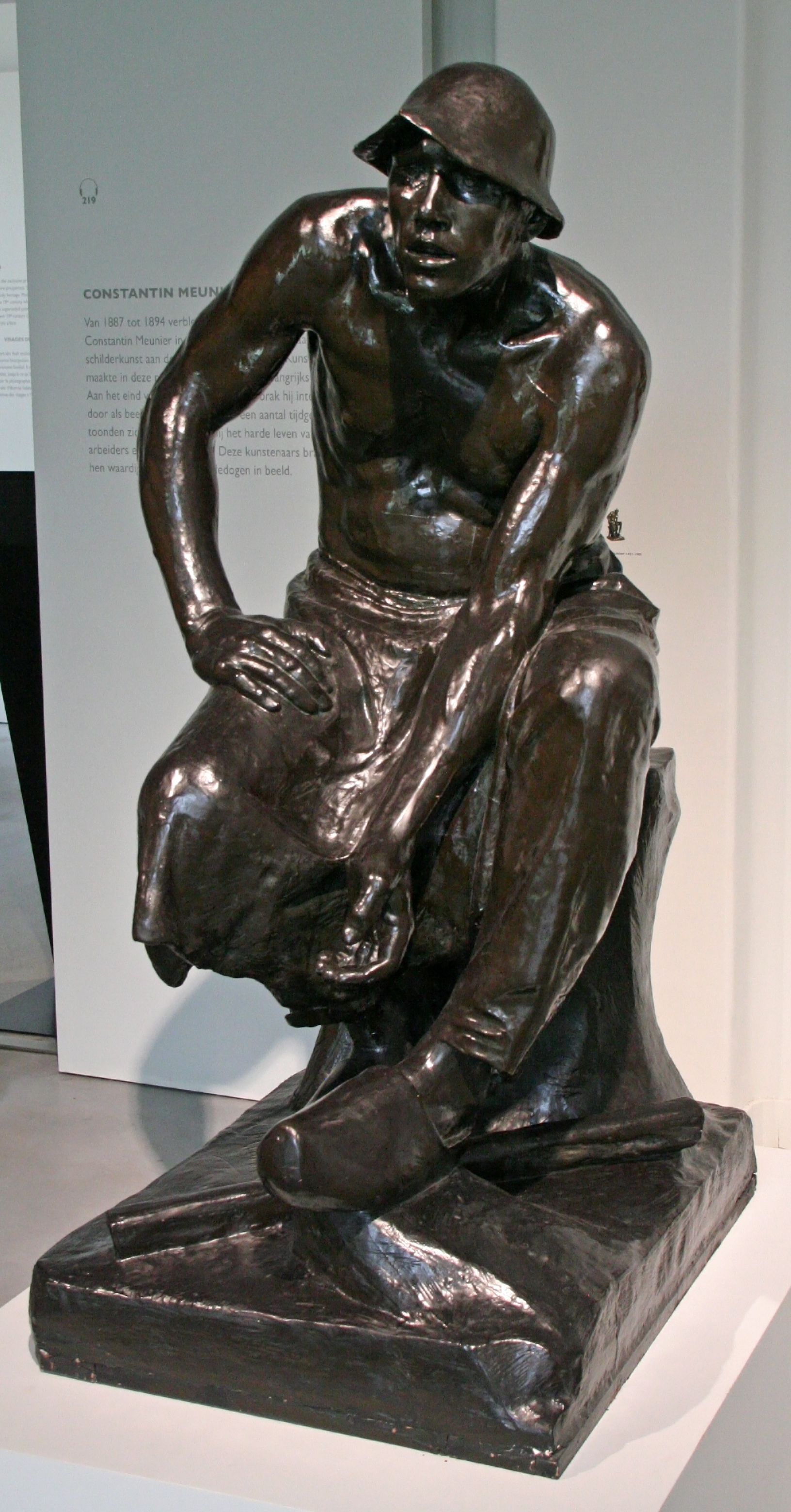
Constantin Meunier, Le Puddler (1886), Louvain, musée M.
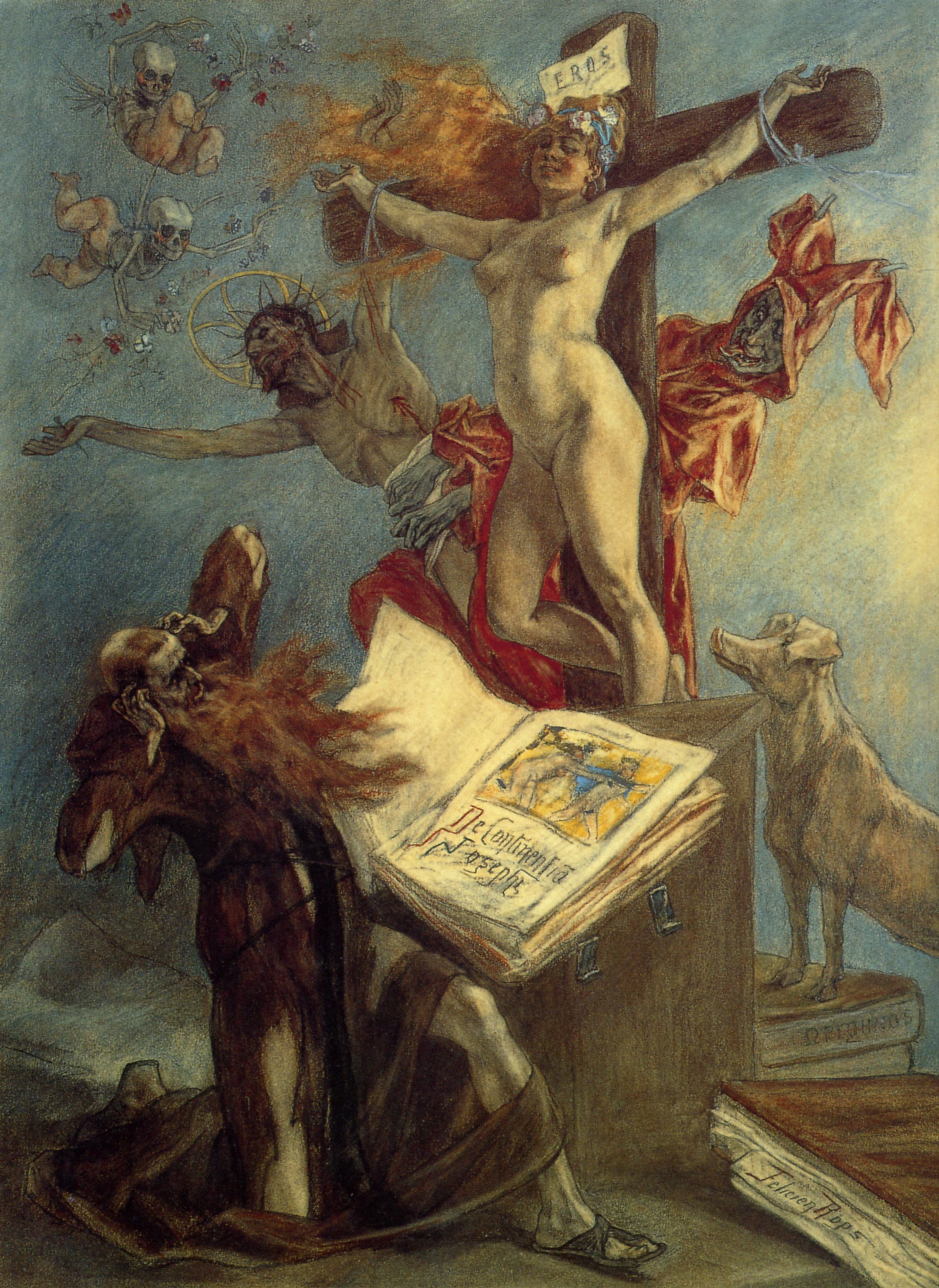
Félicien Rops, La Tentation de Saint Antoine (1878), Bruxelles, Bibliothèque royale de Belgique.